# FK Šiauliai
Az FK Šiauliai, teljes nevén Futbolo Klubas Šiauliai egy litván labdarúgócsapat. A klubot 2004-ben alapították, székhelye Šiauliai városa. Jelenleg az első osztályban szerepel.

## Litván bajnokság
| Szezon | Szint | Līga       | Helyezés | web           |
| ------ | ----- | ---------- | -------- | ------------- |
| 2004   | 2.    | Pirma lyga | 1.       | [ 1 ] [ 2 ]   |
| 2005   | 1.    | A lyga     | 9.       | [ 3 ] [ 4 ]   |
| 2006   | 1.    | A lyga     | 8.       | [ 5 ] [ 6 ]   |
| 2007   | 1.    | A lyga     | 8.       | [ 7 ] [ 8 ]   |
| 2008   | 1.    | A lyga     | 7.       | [ 9 ] [ 10 ]  |
| 2009   | 1.    | A lyga     | 4.       | [ 11 ] [ 12 ] |
| 2010   | 1.    | A lyga     | 8.       | [ 13 ] [ 14 ] |
| 2011   | 1.    | A lyga     | 4.       | [ 15 ] [ 16 ] |
| 2012   | 1.    | A lyga     | 5.       | [ 17 ] [ 18 ] |
| 2013   | 1.    | A lyga     | 7.       | [ 19 ] [ 20 ] |
| 2014   | 1.    | A lyga     | 7.       | [ 21 ] [ 22 ] |
| 2015   | 1.    | A lyga     | 9.       | [ 23 ] [ 24 ] |
| 2016   | x     | x          | x        | összeomlott   |

## Külső hivatkozások
- Hivatalos weboldal (lettül)